# Rijk van Loenen
Rijk van Loenen (Leusden-Zuid, 9 mei 1893 - aldaar, 30 augustus 1969) was een Nederlands verzetsstrijder. 
Van Loenen was boer en fruitteler, die in de Tweede Wereldoorlog onderdak bood aan onderduikers. Zijn onderduikers waren jonge mannen, zoals Wim Kortes, de uit het Duitse leger gedeserteerde Tsjech Jozef, alsmede zijn zoon Rijk van Loenen. Ook was er een jong joods meisje ondergedoken, ene Lidy Horovitz. De jonge mannen werkten mee op zijn boerderij 'De Bieshaar'. Deze boerderij bevond zich op een gedeelte wat nu de wijk Leusden-Zuid is. Alle onderduikers overleefden de oorlog. In Leusden-Zuid is een busbaan naar hem genoemd, de 'Rijk van Loenenbaan'.